# Mesosa binigrovittata
Mesosa binigrovittata är en skalbaggsart som beskrevs av Stefan von Breuning 1942. Mesosa binigrovittata ingår i släktet Mesosa och familjen långhorningar.
Artens utbredningsområde är Taiwan. Inga underarter finns listade i Catalogue of Life.